# Chimarra primula
Chimarra primula är en nattsländeart som beskrevs av Donald G. Denning 1950. Chimarra primula ingår i släktet Chimarra och familjen stengömmenattsländor. Inga underarter finns listade i Catalogue of Life.